# Pieve Fosciana
Pieve Fosciana é uma comuna italiana da região da Toscana, província de Lucca, com cerca de 2.365 habitantes. Estende-se por uma área de 28 km², tendo uma densidade populacional de 84 hab/km². Faz fronteira com Camporgiano, Castelnuovo di Garfagnana, Castiglione di Garfagnana, Fosciandora, Pievepelago (MO), San Romano in Garfagnana, Villa Collemandina.

## Demografia
| Variação demográfica do município entre 1861 e 2011                               |
|                                                                                   |
| Fonte: Istituto Nazionale di Statistica (ISTAT) - Elaboração gráfica da Wikipedia |